# Чудијев витки опосум
Чудијев витки опосум (Marmosops impavidus) је врста сисара из породице опосума (Didelphidae) и истоименог реда (Didelphimorphia).

## Распрострањење
Врста је присутна у Боливији, Бразилу, Венецуели, Еквадору, Колумбији и Перуу.

## Станиште
Чудијев витки опосум има станиште на копну.

## Начин живота
Исхрана Чудијевог витког опосума укључује инсекте. 

## Угроженост
Ова врста није угрожена, и наведена је као последња брига јер има широко распрострањење.

### Популациони тренд
Популација ове врсте је стабилна, судећи по доступним подацима.